# Геворкян, Товмас Геворкович
Товма́с Гево́ркович Геворкян (17 сентября 1920, Ереван — 6 марта 2015, Москва) — советский саксофонист, педагог, солист Эстрадно-симфонического оркестра Центрального телевидения и Всесоюзного радио (со дня основания и на протяжении 40 с лишним лет), первый саксофонист СССР, удостоившийся звания заслуженного артиста РСФСР (1968 г.).

## Биография
Родился в семье рабочего типографии. Отец — Геворк Товмасович Геворкян. Мать — Мария Георгиевна Геворкян. Два брата: Альберт (род. 1919) и Геворк (род. 1923). Младший брат играл на теноре. Оба погибли во время Великой Отечественной войны: Альберт под Сталинградом, Геворк под Керчью.
В 1933 году окончил музыкальную школу им. А. Спендиарова по классу скрипки Сурена Казаряна. Учился вместе с Арно Бабаджаняном, Александром (Котиком) Арутюняном, которые позже стали известными музыкантами. С 1934 года продолжал обучение у Сурена Казаряна по классу скрипки уже в музыкальном училище, но одновременно играл в Доме пионеров в детском оркестре на трубе.
1934—1937 гг. параллельно с получением музыкального образования активно увлекался футболом: играл в юношеской команде, затем в дубле ереванского футбольного клуба «Динамо».
В одно время с Т.Геворкяном в этом клубе играли такие известные футболисты как Бережной и В.Бехтенев.
В 1937 г. в течение нескольких месяцев в результате ежедневных многочасовых занятий сам освоил саксофон и вскоре получил предложение записать соло на радио.
С 1937 г. играл на саксофоне в джаз-оркестре в кинотеатре «Наири», затем через короткое время получил приглашение в оркестр Государственного цирка Армянской ССР.
С 1937 г. — солист-концертмейстер Государственного джаз-оркестра Армянской ССР под управлением Артемия Сергеевича Айвазяна.
В 1940 г. призван на военную службу. Службу проходит в отдельном показательном оркестре Наркомата Обороны СССР под руководством Семена Чернецкого.
Июнь 1941 г. - гастроли в Белорусском военном округе, слухи о начале войны. 22 июня должны были выступать с оркестром в город Брест.
21 июня остановились в 40 км от г. Бреста в г. Волковицк, а утром должны были ехать. Т.Геворкян был дежурным. В 3 часа ночи начался обстрел, паника, летали бомбардировщики. Т.Геворкян доложил комсоргу, который сначала не поверил и попросил не наводить панику. Началась война. Утром оркестр (100 человек музыкантов) был отправлен пешком на вокзал для отъезда в Москву вместе с детьми и женщинами. Через 15 км пути немцы начали обстрел. Т.Геворкян до конца жизни помнил лицо фашиста с усиками, управлявшего одним из бомбардировщиков. Через 10 дней состав прибыл в Москву. 
Сентябрь 1941 г. - оркестр Наркомата Обороны СССР и несколько солистов, среди которых был певец Виноградов, Георгий Павлович, обслуживали 20-ю армию под командованием Рокоссовского недалеко от Смоленска под Вязьмой. Попали в окружение, 12 человек погибли (в том числе саксофонист Владимир Костылев). Первый инструмент Т.Геворкяна - чешский саксофон Kohler - остался там.
С 1941 г. с концертной бригадой неоднократно выезжал на фронты — Западный, Брянский, Волховский.
В 1945 г. — судьбоносная встреча с замечательным музыкантом Виктором Николаевичем Кнушевицким, который специально пришёл в один из ресторанов г. Москвы, чтобы послушать молодого музыканта. К концу вечера он был совершенно уверен в том, что именно этого саксофониста хочет видеть в своем оркестре. Таким образом, Т.Геворкян начал работать в эстрадном оркестре всесоюзного Радио под руководством Кнушевицкого.
В начале 50-х гг. саксофон — запрещенный инструмент в составе оркестра. Т.Геворкян был вынужден перейти на кларнет, гобой, но этот период продлится недолго.
В 1953 г. окончил музыкальное училище при Московской Государственной Консерватории имени П. И. Чайковского по классу гобоя у своего друга профессора Мамеда Оруджева.
С 1954 г. оркестр стал называться Эстрадно-симфонический оркестр Центрального радио и всесоюзного телевидения под руководством Юрия Васильевича Силантьева. Т.Геворкян покинул этот коллектив только в 1987 г.
В 1968 г. — Товмас Геворкян стал первым саксофонистом в СССР, получившим почётное звание Заслуженного артиста РСФСР.
За годы исполнительской деятельности Товмас Геворкян записал множество классических и эстрадных произведений для саксофона, в том числе 9 концертов для саксофона с оркестром композиторов Глазунова, Жак-Ибера, Вилла Лобоса, Оганесяна, Флярковского, Беньяминаса Горбульскиса, Заргаряна, Оякяра, которые исполнил с оркестрами под руководством Геннадия Николаевича Рождественского, Юрия Васильевича Силантьева, Роберта Ханнела и др.
Приглашался в качестве солиста в ведущие оркестры:
- оркестр Большого театра — балет «Спартак» Хачатуряна, дирижёр Альгивис Журайтис; балет Бартока, дирижёр Эмлер
- Академический симфонический оркестр Московской филармонии — «Симфонические танцы» Рахманинова, «Картинки с выставки» Мусоргского, дирижёр Кирилл Кондрашин
- Большой симфонический оркестр имени П. И. Чайковского — «Болеро» Равеля, «Картинки с выставки» Мусоргского, дирижёр Владимир Федосеев

## Педагогическая деятельность
1966—1985 гг. работает в музыкальном училище РАМ имени Гнесиных.
1986—2011 гг. работает в Московской Городской Детской музыкальной школе имени В. М. Блажевича.
1989—1998 гг. работает в Государственном Училище Духового Искусства.
За годы педагогической деятельности воспитал большое количество талантливых учеников, среди которых лауреаты различных конкурсов и фестивалей.
Многие из учеников работают в известных коллективах России и за её пределами. Не все ученики стали музыкантами, но все они через всю свою жизнь пронесут любовь к музыке, понимание прекрасного мира искусства, сохранят человеколюбие и жизнерадостность, то есть те качества, которые они приобрели в процессе общения с Товмасом Геворковичем Геворкяном.